# Batalha dos Guararapes
Vous lisez un « article de qualité » labellisé en 2025.
Batalha dos Guararapes ou Batalha de Guararapes (en français : La Bataille des Guararapes) est une peinture à l'huile monumentale réalisée entre 1875 et 1879 par Victor Meirelles.
Elle représente la première confrontation de la bataille des Guararapes, survenue le 19 avril 1648 au Morro dos Guararapes, près de Recife, dans la capitainerie de Pernambouc, au Brésil colonial. Ces combats ont opposé les forces de l'Empire portugais, soutenues par des colons brésiliens, des Afro-Brésiliens et des Amérindiens, à l'armée de la Compagnie néerlandaise des Indes occidentales, au cours de l'insurrection du Pernambouc. Malgré leur infériorité numérique notable, les troupes luso-brésiliennes ont remporté deux victoires décisives. Parmi les personnalités marquantes de cette bataille figurent Henrique Dias, commandant des troupes afro-brésiliennes, Filipe Camarão, chef des Potiguaras, et André Vidal de Negreiros, chef militaire portugais. Leur collaboration symbolise l'unité entre différentes composantes de la société brésilienne de l'époque.
Ces victoires ont marqué un tournant dans la lutte contre l'occupation néerlandaise, qui a pris fin en 1654. Cette bataille a également la particularité d'être le premier moment de communion nationale dans l'histoire du Brésil, concernant la défense du territoire contre les envahisseurs. Elle représente l'union du peuple brésilien en faveur d'un sentiment national : souvent considérée comme le berceau de l'armée brésilienne, elle est un symbole de l'identité nationale émergente.
Une fois l'indépendance du Brésil acquise, l'Institut historique et géographique brésilien a cherché à développer la « mémoire visuelle de la nation », et cet épisode a la vertu de provoquer un lien national entre les trois groupes ethniques qui formaient la société de la colonie à l'époque, alignant les Européens blancs (Portugais), les Indigènes et les Noirs, dans un objectif commun : l'expulsion des Néerlandais de tout le territoire de la colonie encore portugaise.
L'Empire brésilien commande ainsi la réalisation d'un tableau représentant ces événéments ; d'abord destinée à Pedro Américo, qui préfère peindre Batalha do Avaí, elle échoit à Victor Meirelles en 1872.
Batalha dos Guararapes est exposée avec la toile d'Américo à la 25e exposition générale de l'Académie impériale des beaux-arts en 1879, devant quelque trois cent mille visiteurs. L'exposition, qui a d'abord mis en évidence les qualités des œuvres, exposées côte à côte, a été marquée par une atmosphère de rivalité entre les artistes, suscitée par les opinions de la presse. La toile de Meirelles a en effet suscité des réactions contrastées : certains ont louée sa puissance évocatrice, d'autres ont critiqué sa représentation idéalisée des événements et la représentation des différents protagonistes, en particulier l'indigène Filipe Camarão.
Malgré les controverses, l'imposante toile (5 × 9,25 m), désormais conservée au musée national des Beaux-Arts à Rio de Janeiro, est considérée comme l'une des œuvres majeures de la peinture brésilienne du XIXe siècle et un « jalon essentiel, une œuvre d'exception » dans la production picturale brésilienne.

## Contexte

### Victor Meirelles et la commande du tableau

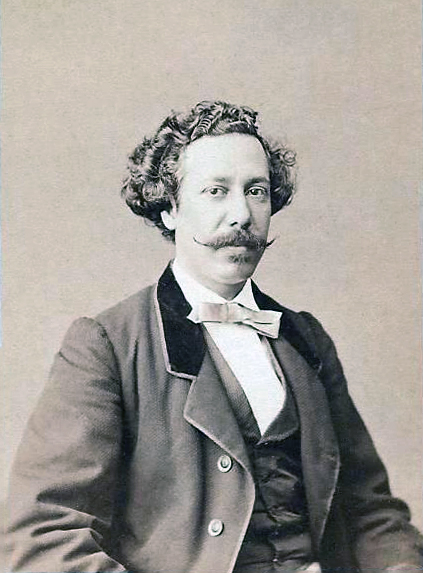
Victor Meirelles dans les années 1860.

Victor Meirelles de Lima (1832 - 1903) est un peintre et professeur brésilien.
À l'âge de six ans, il commence ses études artistiques et peint déjà quelques paysages de sa ville natale. Il suit des cours réguliers avec un professeur de dessin géométrique, Marciano Moreno, un ingénieur argentin exilé au Brésil, vers 1838. Victor avait déjà des notions d'échelle, de proportion et de perspective des paysages ; il avait déjà une vision horizontale, avec des détails géométriques.
En 1847, alors âgé de 14 ans, Victor s'installe à Rio de Janeiro et s'inscrit à l'Académie impériale des beaux-arts (AIBA), où il se spécialise dans la peinture historique. Là, il est encadré par Manoel de Araújo Porto-Alegre (1806-1879), qui est le premier directeur brésilien de l'Académie impériale (entre 1854 et 1857), où Meirelles devient plus tard professeur. Après cela, Meirelles obtient une bourse et voyage en Europe, où il suit en Italie des cours avec Tommaso Minardi et Nicola Consoni, grands artistes italiens de l'époque. Il a également fréquenté l'École des beaux-arts de Paris. À cette époque, deux courants sont en conflit : le romantisme et le néoclassicisme. L'impressionnisme a fait aussi son apparition, avec l'idée que les paysages peuvent être peints en extérieur, capturant différents aspects, y compris la lumière naturelle. Tous ces mouvements ont grandement influencé l’art de Meirelles,.

« C'est à partir de l'impressionnisme que l'idée d'originalité a changé, et que créer une grande œuvre ne signifiait plus orchestrer une multiplicité d'images harmonieusement organisées sur une grande surface, faisant appel à un passé visuel qui s'y insère, dans une nouvelle actualisation. »

À cette époque, les peintres cherchent à transmettre la partie la plus importante d'un événement dans une seule image, comme une scène de bataille, ce qui arrive dans Passagem de Humaitá. Victor Meirelles est également influencé par les premiers projets dramatiques d'Antoine-Jean Gros. Durant son séjour en Europe, il a également visité Bruxelles, Ostende, Anvers et La Haye. C'est en Europe qu'il a perfectionné une grande partie de ses recherches et a progressé comme peintre, en lisant des documents et en effectuant de nombreuses visites. C'est en connaissant personnellement ces espaces qu'il a pu améliorer encore ses œuvres, notamment en mettant en pratique les panoramas qu'il créerait plus tard, après la chute de l'Empire brésilien.

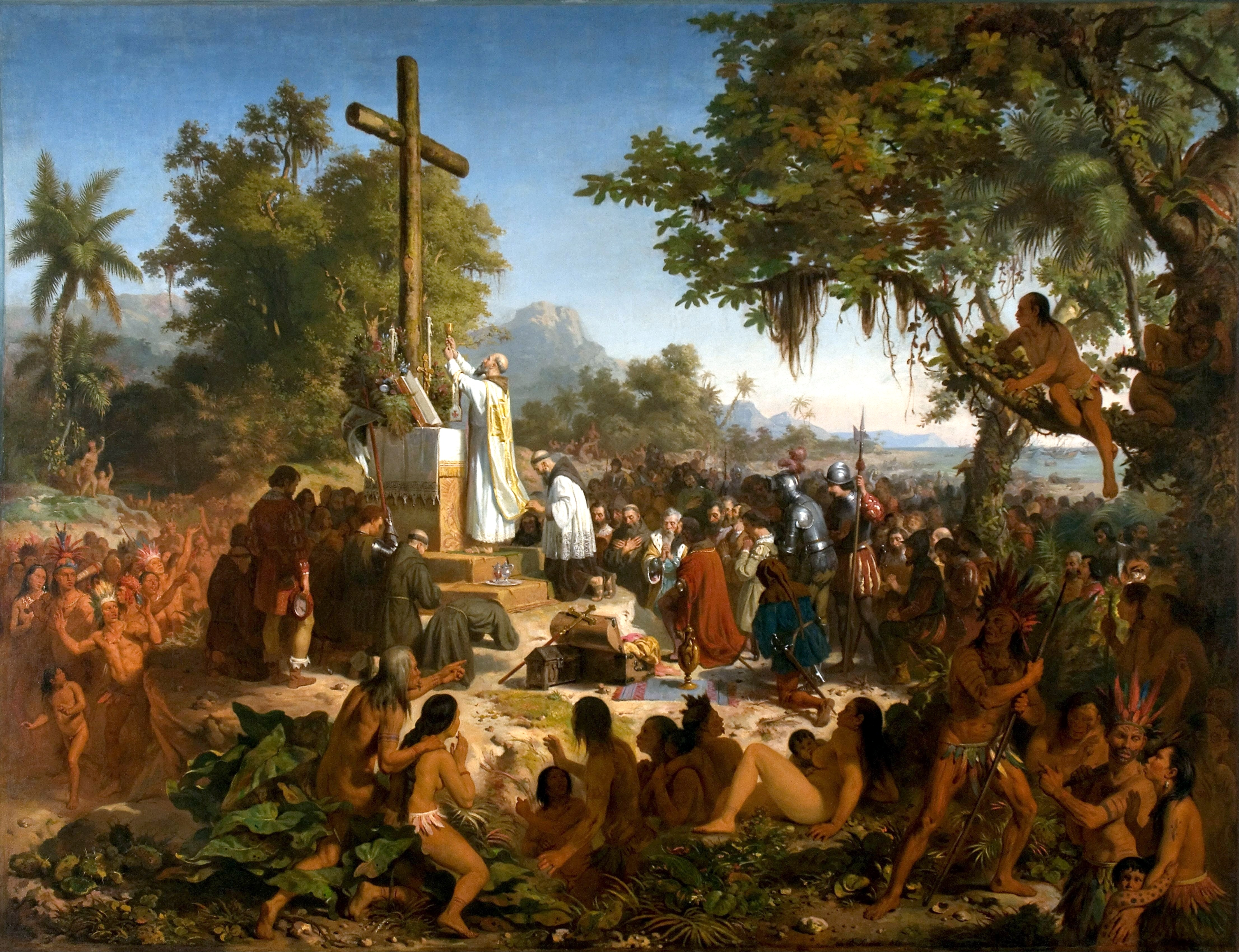
(Première messe au Brésil, 1860-, musée national des Beaux-Arts du Brésil). Ce tableau est considéré par la critique comme le précurseur de la grande peinture historique au Brésil et l'une des plus grandes œuvres de l'art académique brésilien,,.

En Europe, sa production est nombreuse, avec notamment Primeira Missa no Brasil (Première messe au Brésil), exécutée entre 1858 et 1861, qui est acceptée au prestigieux Salon de Paris de 1861 et lui vaut les félicitations du jury — un exploit sans précédent pour un artiste brésilien, qui a eu une résonance très positive dans son pays,,.
À son retour au Brésil en 1861, Meirelles devient professeur à l'Académie des beaux-arts de Rio de Janeiro, participe à des expositions, reçoit des prix et l'Habit de l'ordre du Christ de l'empereur Pierre II. Il détient également le titre de chevalier de l'ordre de la Rose, faits survenus à son âge d'or, au sommet de sa carrière. C'est alors qu'il devient peintre royal et réalise des œuvres de commande à partir de la seconde moitié du XIXe siècle jusqu'à la fin de l'Empire à la fin des années 1880. Meirelles devient un artiste reconnu et est estimé par l'empereur et, en 1868 il reçoit deux commandes du ministère de la Marine : Combat naval de Riachuelo et Passagem de Humaitá, qu'il peint entre 1869 et 1872,.
Le succès diplomatique sur l'Empire britannique et les victoires militaires sur l'Uruguay en 1865, suivies de la fin victorieuse de la guerre avec le Paraguay en 1870, marquent le début de l'âge d'or de l'empire du Brésil. L'État cherche alors à vanter ses réalisations et à construire une identité nationale, et le ministre de l'Empire João Alfredo Correia de Oliveira commande à Pedro Américo une toile représentant la bataille des Guararapes,. Une fois la proposition acceptée, Américo s'est rendu en Italie et a séjourné au couvent de la basilique de la Santissima Annunziata à Florence pour commencer à travailler. Finalement, il préfère représenter un thème plus contemporain et renonce à peindre la bataille commandée pour réaliser une toile représentant la guerre de la Triple-Alliance, qui s'appellera Batalha do Avaí. À la suite de ce désistement, le ministre a transféré la commission à Victor Meirelles, en 1872,.

### Contexte historique
La scène représentée dans l'œuvre Batalha dos Guararapes représente la bataille des Guararapes livrée entre l'armée de la Compagnie néerlandaise des Indes occidentales et les troupes de l'Empire portugais en 1648, à Morro dos Guararapes, situé dans l'actuel Jaboatão dos Guararapes, municipalité de région métropolitaine de Recife, dans la capitainerie de Pernambouc, devenue l'État de Pernambouc. Elle se dispute dans le cadre de l'insurrection du Pernambouc lors de la guerre de restauration de l'indépendance du Portugal vis-à-vis de l'Espagne, et aboutit à l'expulsion des envahisseurs néerlandais des terres du Brésil colonial en janvier 1654,,.

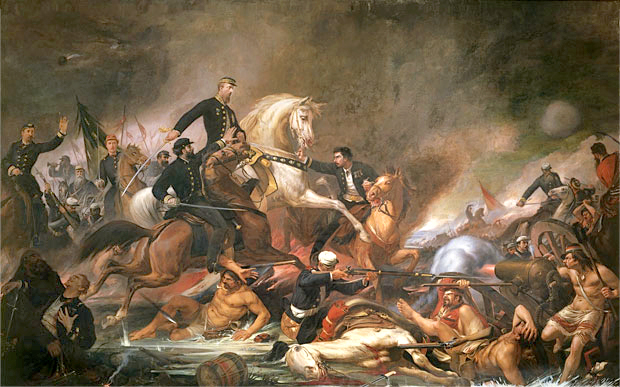
Pedro Américo, (1871, musée impérial du Brésil). Avant son chef d'œuvre, qui représente lui aussi un épisode de la guerre de la Triple-Alliance, Pedro Américo acquiert une grande notoriété locale avec sa Batalha do Campo Grande (« Bataille de Campo Grande », 1871), une composition de grandes dimensions dans laquelle il cherche à faire l'éloge de la monarchie. Cette première œuvre permet de mesurer la maturité prise par Américo et Meirelles dans leurs deux chefs d'œuvre qui arriveront peu après.

Le tableau est réalisé quelques années après la fin de la guerre de la Triple-Alliance, un autre épisode glorieux de l'époque impériale du Brésil, plus précisément sous le second règne du roi Pedro II. Il s'inscrit dans le cadre d'un désir ardent suscité par cette période, un projet politico-idéologico-culturel affirmé par l'Académie impériale des Beaux-Arts et l'Institut historique et géographique brésilien, qui visait à construire une nationalité brésilienne visuelle intégrant des images du passé avec des luttes et des héros,.
Dans le Brésil du Second Empire, le besoin d'une nouvelle légitimation politique se fait sentir, car la région jouit désormais d'une plus grande indépendance par rapport au Portugal et, à cette époque, les grands récits de formation nationale gagnent en importance et en notoriété.
L'Académie impériale des Beaux-Arts de Rio de Janeiro a accueilli divers mouvements artistiques, tels que le néoclassicisme, l'impressionnisme et le romantisme, principalement entre les années 1850 et 1920, les œuvres de Meirelles s'inscrivant dans cette dernière esthétique, puisqu'il faisait partie de la première génération de peintres romantiques nationaux — c'est-à-dire les peintres qui s'inscrivent dans un romantisme profondément nationaliste, en quête d'indépendance culturelle, de définition d'une nationalité là où il n'y avait que l'État —, aux côtés de Pedro Américo, Almeida Júnior, Rodolfo Amoedo, Henrique Bernardelli et d'autres. Bien qu'il soit caractérisé à juste titre comme une œuvre du romantisme brésilien, il convient de noter que ce courant au Brésil a considérablement dilué et adouci le radicalisme passionné des premiers romantiques, considéré comme inconvenant et inadapté aux objectifs de l'État,, et qu'il a été marqué par un grand éclectisme, incorporant une variété d'influences provenant d'autres écoles. Dans le cas de Meirelles et de la Batalha, les influences baroques et, surtout, néoclassiques sont perceptibles. La première école, que l'artiste a beaucoup étudiée pendant ses années de formation, se manifeste dans les forts contrastes d'ombre et de lumière et dans la prédominance de la couleur sur le dessin, éléments déjà récupérés par les premiers romantiques, et la seconde dans l'organisation équilibrée, rationnelle et non dramatique de la scène,. Pour Jorge Coli, essayer de faire entrer le style de Meirelles dans une école spécifique peut être très trompeur et tend à compromettre la compréhension du contexte complexe dans lequel son travail a émergé.
C'était surtout une époque où le Brésil choisissait ses moments les plus mémorables et les exposait au monde de manière théâtrale, en utilisant des couleurs vibrantes de la main de ses meilleurs artistes. Ces peintres, suivant l'esthétique romantique, s'efforçaient de produire des scènes commémoratives de manière à diriger le regard du spectateur vers des cadres spécifiques. En représentant le passé, Meirelles a eu une forte influence sur la création du présent et de l'avenir, car il a en quelque sorte créé, par le biais d'images, ce que l'on pouvait apprendre sur l'histoire du pays. Il s'agit de la pédagogie de ses œuvres et de ses intentions par rapport à l'organisation de la nation brésilienne, guidée par une perspective civilisatrice. À travers des œuvres qui alimentaient une mémoire collective, il était possible pour le spectateur de raconter des histoires individuelles.
Meirelles est l'un des peintres les plus recherchés, considéré comme l'une des plus grandes expressions de l'art académique du XIXe siècle au Brésil, en alimentant l'idée d'identité nationale dans Batalha dos Guararapes. Les peintres comme lui contrôlaient non seulement les vues du passé, mais aussi les projections de ce que serait l'avenir d'un pays, en même temps que l'État, qui contractait ces producteurs et commandait ces souvenirs. Cette bataille en particulier, qui a eu lieu le 19 avril 1648, a été choisie par l'auteur parce qu'elle représentait le sentiment de patriotisme, la défaite de l'ennemi avec courage et bravoure.

« En ce jour mémorable du 19 avril 1648, destiné à marquer un nouveau triomphe en témoignage de ce que peuvent l'ardeur et le patriotisme d'un peuple blessé dans son cœur et qui, ferme dans la vraie justice de la cause qu'il défend, et par la foi avec laquelle il combat, sait qu'il sera le vainqueur, les deux armées se trouvèrent face à face en combat rapproché. »

La guerre de la Triple-Alliance a alimenté un mythe fondateur de la nation brésilienne basé sur un patriotisme hérité de la victoire dans cette bataille. L'une des intentions de Meirelles était de reproduire cette idée en racontant l'union des Blancs, des Indigènes et des Noirs qui se sont unis pour maintenir la souveraineté nationale. À l'époque où cette peinture a été réalisée, l'une des préoccupations de l'Empire était précisément de construire cette idée d'unité au sein de la nation brésilienne. Une autre intention derrière les œuvres commandées durant cette période était de motiver la population brésilienne à oublier les ravages de la guerre car, même si elle était victorieuse, elle avait perdu de nombreux soldats et comptait encore les pertes. Cette bataille a également la particularité d'être le premier moment de communion nationale dans l'histoire du Brésil, concernant la défense du territoire contre les envahisseurs. Il représente l'union du peuple brésilien en faveur d'un sentiment national. Cette interprétation de l'invasion néerlandaise s'est construite au XIXe siècle, sur la base de la production historiographique de l'Institut historique et géographique brésilien, créant la « mémoire visuelle de la nation ». Les fréquentes invasions néerlandaises et étrangères en général ont provoqué un lien national entre les trois groupes ethniques qui formaient la société de la colonie à l'époque, alignant les Européens blancs (Portugais), les Indigènes et les Noirs, dans un objectif commun : l'expulsion des Néerlandais non seulement de cette région, qui s'appellera plus tard la région Nord-Est, mais aussi de tout le territoire de la colonie encore portugaise,. Il s'agissait d'un événement historique important à dépeindre et qui, plus de 170 ans plus tard, serait l'une des plus fortes inspirations pour la formation de l'armée brésilienne.

## Description et analyse

### Description technique et composition
L'œuvre Batalha dos Guararapes, qui appartient à la collection du musée national des Beaux-Arts, dans la ville de Rio de Janeiro, est une huile sur toile en couleur de grand format, mesurant 494 × 923 cm ou 500 × 925 cm.

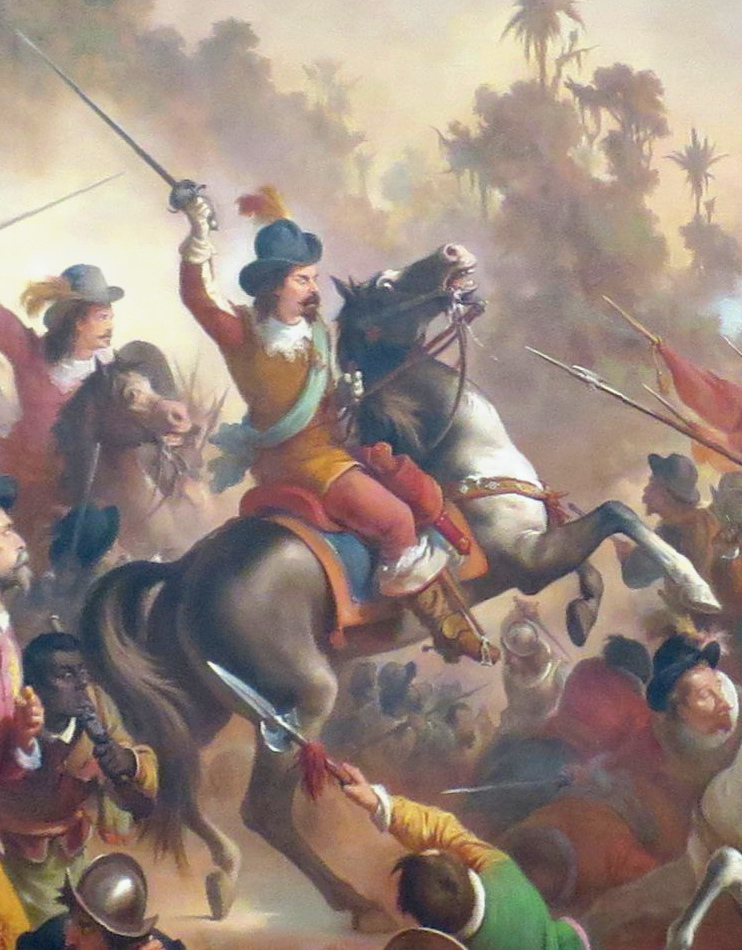
Détail du tableau dans lequel se trouve André Vidal de Negreiros sur son cheval.

Au centre et mis en évidence, André Vidal de Negreiros, mestre de camp de l'armée portugaise, brandit son épée, monté sur un cheval brun et blanc qui se cabre au moment où l'artiste le saisit, apparaissant ainsi plus grand que n'importe quelle autre figure. Son geste est destiné au colonel néerlandais Keeweer, qui le regarde stupéfait, allongé sur le sol, après être tombé de son cheval. Aux côtés du colonel meurtri, des guerriers le protègent du mestre portugais, le couvrant comme une barricade de lances et pointant leurs armes vers l'ennemi. Le cheval blanc du colonel néerlandais gît blessé sur le sol. Autour de ce point névralgique de la scène, de nombreux guerriers armés de lances, de drapeaux et d'épées diverses se font face, avec une concentration d'hommes autour de l'affrontement des deux chefs. La bataille est gagnée par l'armée portugaise sur la gauche de l'image, derrière André Vidal de Negreiros, avec plusieurs Néerlandais morts sur la droite, des blessés au sol et d'autres encore en plein duel, le corps penché vers l'avant, ce qui oriente le regard du spectateur. Meirelles dépeint également les stratégies militaires utilisées et expose ainsi les guerriers hollandais, disposés en différentes bandes humaines, créant ainsi des phases de l'armée.
Juste derrière André Vidal, on voit le commandant des troupes, Francisco Barreto de Meneses, également à cheval, montrant son épée et allant capturer le gouverneur néerlandais, Sigismund von Schkoppe. À droite, quelques guerriers plus éloignés du chaos de la bataille au centre, observent et commentent la scène. Les Néerlandais, comme les Portugais, qui ont tous la peau blanche, portent des vêtements colorés dans une variété de tons : rouge, vert, jaune, bleu, orange, brun, gris, noir et blanc, des couleurs qui attirent l'attention sur leurs vêtements épais, tape-à-l'œil, détaillés, avec des plumes, des ceintures, des garnitures et des bottes en cuir. Ils portent également des armures de fer et disposent de nombreux équipements tels que des boucliers, des lances et des épées, ces dernières pointées vers l'ennemi. L'armée portugaise est composée de Portugais à la peau blanche et de quelques Indigènes et Noirs peu représentés, portant des vêtements simples, certains même sans armure. Les Blancs ont des chevaux tandis que les Noirs combattent au sol.

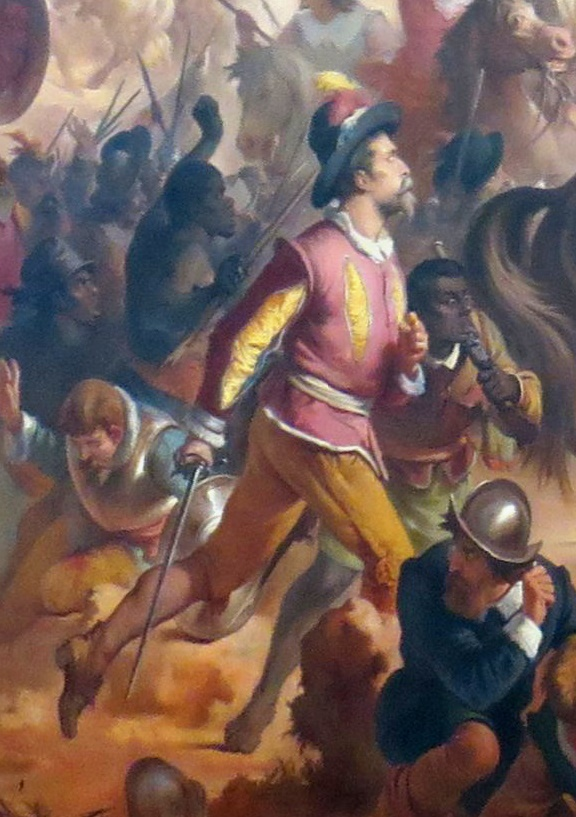
Détail du tableau dans lequel se trouve Henrique Dias courant vers le centre de la scène.

À gauche, dans le sens du paysage, on aperçoit en arrière-plan un groupe de soldats portugais à cheval qui s'approchent férocement de la zone de combat. Ils sont représentés dans des couleurs sourdes qui se fondent avec la végétation et la poussière environnante. Au bas de la toile, sur le sol en terre battue avec quelques taches de sang, se trouvent plusieurs hommes blessés, morts, jetés parmi des branches sèches, des armes et des vêtements abandonnés. D'autres, également au sol, observent et se protègent de la bataille. Tout le chaos et le mouvement de la scène soulèvent une poussière produite par le sol en terre, qui enveloppe l'ensemble du tableau, provoquant un effet de cadrage semi-obscur. Filipe Camarão et Henrique Dias occupent les côtés de la toile, respectivement à droite et à gauche. Les groupes de guerriers disparaissent progressivement dans l'espace ouvert de l'arrière-plan. Ils sont représentés plus petits et dans des couleurs neutres, ce qui crée un effet visuel de profondeur et de grandeur dans la bataille, comme si le cadrage utilisé ne permettait pas de représenter l'ampleur de la bataille elle-même, mais plutôt une partie spécifique : le coup porté par le Portugais Vidal de Negreiros sur le Néerlandais Keeweer.
La rencontre des armées a lieu au premier plan, sur la colline des Guararapes, un lieu avec de grands arbres et un sol large et terreux. Le paysage occupe le coin supérieur gauche de l'écran avec un immense ciel bleu qui porte des nuages et compose avec la poussière grise. Meirelles compose la topographie de la région et insère en arrière-plan le Cabo de Santo Agostinho, lieu qui représente la raison de l'affrontement entre les deux groupes. Dans ce plan plus éloigné, une technique de profondeur est utilisée avec une palette de couleurs sourdes, la couleur blanche et peu de netteté, contrairement au centre et au premier plan de l'image où il y a plus de netteté et de couleurs vives. On y voit la nature composée de différentes espèces d'arbres, et l'écoulement de la mer vers l'horizon montagneux.
Le langage utilisé par Meirelles est clair et cherche à être fidèle à l'événement et au lieu, avec l'intention de sauver l'esprit d'une époque de ses vestiges, puisque les peintures de batailles sont devenues, à cette époque, des moyens de documenter des exploits réels et de les enregistrer en tant que témoignage oculaire. À partir du XIXe siècle, le réalisme artistique est devenu une caractéristique fondamentale des œuvres d'art, en particulier des peintures historiques. La capacité à saisir le « réel » commence à prendre le pas sur la fonction didactique, même si ce n'est pas complètement le cas. Les thèmes axés sur le roman national deviennent une constante, remplaçant progressivement l'intérêt pour les thèmes religieux, et le besoin de consulter des sources permettant de composer l'œuvre le plus fidèlement possible, dans son contexte historique, se fait de plus en plus sentir.

### Analyse
En reproduisant la bataille des Guararapes, Meirelles transforme la bataille elle-même en une simple toile de fond pour une scène de communion entre le passé et les valeurs du présent, telles que l'honneur, le patriotisme et la connaissance. Cette relation des valeurs avec le passé dessine les contours d'une civilisation de la commémoration. Ainsi, le XIXe siècle est compris comme guidé par le romantisme, avec une esthétique qui guide la création des scènes. Le succès de la politique culturelle propagée à travers ses œuvres peut être identifié si l'on analyse les réactions qu'elles ont suscitées, ainsi que leur intégration dans les manuels d'histoire nationaux.
Les œuvres Batalha dos Guararapes (sur la bataille des Guararapes) et Batalha do Avaí (sur la bataille d'Avaí) se situent à une époque où les représentations de faits glorieux commencent à se multiplier. Avec la guerre de la Triple-Alliance, à partir des années 1870, la figure du héros change. Auparavant, il s'agissait du monarque, mais désormais, des héros anonymes sont également peints.

« En dépeignant la bataille des Guararapes, je n'avais pas à l'esprit le fait de la bataille, dans son aspect cruel et féroce. Pour moi, la bataille n'était pas cela, c'était une réunion heureuse, où les héros de l'époque étaient tous réunis. La toile des Guararapes est une dette d'honneur que nous devions payer par la connaissance, en mémoire de la vaillance et du patriotisme de ces hommes. Mon but était noble et très élevé : il fallait traiter ce sujet comme un véritable tableau historique, au moment où l'histoire consacre à juste titre cette poignée de patriotes, à qui l'on reconnaît le droit de le faire. »

La scène représentée dans l'œuvre est la conséquence d'un passé épuisant pour de nombreux Pernambucains, victimes de la tyrannie des invasions hollandaises en 1648. Les fréquentes oppressions et sacrilèges ont suscité des plaintes et un sentiment de révolte chez les Brésiliens. Pour défendre leurs droits légitimes et mettre fin à l'exploitation hollandaise, toutes les classes se sont réunies, créant une armée composée de Noirs, d'Indigènes et de Blancs. Ainsi, on peut voir dans l'œuvre la présence conjointe du chef des Indiens, Filipe Camarão, du chef des Noirs, des Minas et des Créoles, Henrique Dias, et des maîtres de campagne André Vidal de Negreiros, João Fernandes Vieira et Francisco Barreto de Meneses, qui commandaient les Blancs.

« La comparaison entre les deux toiles a fait pencher la balance en faveur de la Bataille de Guararapes en raison de l'unité et de la clarté de la scène : une composition sans unité n'existe pas ; par conséquent, le tableau de la Bataille de Guararapes, malgré ses défauts d'exécution, est le premier dans l'ordre du mérite pour de nombreuses raisons, et surtout pour une raison très simple : c'est le seul qui reste sur le champ de bataille. »

Meirelles a adopté une approche scientifique dans son travail. Il s'est basé sur les théories de Louis-François Lejeune, qui a écrit sur les peintures militaires. Au XVIIe siècle, les peintures de batailles sont devenues un moyen de documenter les exploits royaux et d'enregistrer les voyages, l'artiste étant un témoin oculaire. Cette tradition a été ravivée par Lejeune avec son œuvre représentant la bataille de Marengo, avec laquelle des parallèles conceptuels peuvent être établis avec l'œuvre de Meirelles.
L'une des préoccupations du peintre était de réaliser son œuvre en respectant l'exigence d'exactitude historique. Il a prêté attention aux détails susceptibles de fournir des informations historiques, comme la représentation fidèle de l'environnement dans lequel la bataille s'est déroulée, c'est-à-dire le cadre de l'événement historique. Meirelles a prêté attention à la topographie, aux ruines et aux montagnes qui composent la région, afin que le spectateur identifie et reconnaisse l'endroit où la scène s'est déroulée. À l'arrière-plan de la scène de bataille, sur la ligne d'horizon, se trouve le Cabo de Santo Agostinho. Selon l'ouvrage Historia das lutas com os hollandezes no Brazil: desde 1624 a 1654 (1871) de Francisco Adolfo de Varnhagen, cette région a été très importante pour la bataille qui s'y est déroulée, les Néerlandais s'y intéressaient pour sa fertilité.
Un autre moyen utilisé par l'auteur pour légitimer la narration de son œuvre et la rapprocher de la réalité est la représentation des stratégies militaires adoptées par les deux armées, stratégies dont Meirelles avait déjà une certaine connaissance. De cette manière, l'œuvre Batalha dos Guararapes s'arrête à un moment précis de l'intrigue, en se concentrant sur des actions et des personnages particuliers.

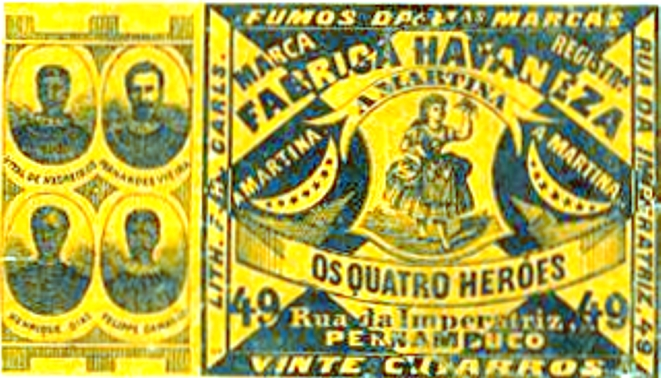
Lithographie sur étiquette de cigarette avec les quatre héros : André Vidal de Negreiros, João Fernandes Vieira, Henrique Dias et Filipe Camarão.

Comme demandé, l'auteur a mis l'accent sur la victoire et l'unité de l'armée portugaise, contribuant à construire l'idée du bien-être de la patrie, l'héroïsme et le fondement d'une identité nationale, ce qui est ressenti comme absolument nécessaire à l'époque, tandis que le peuple souffre encore des répercussions de la guerre de la Triple-Alliance. Malgré l'horreur et la violence également représentées, la fierté nationale, le patriotisme, d'une certaine manière, vole la vedette. Il est important de souligner que même si l'idée d'unir les ethnies et les peuples a été abordée dans l'œuvre, cela s'est fait de manière hiérarchique, comme le montrent les éléments distribués dans la toile. Les Blancs sont représentés par des personnages tels que les maîtres de campagne André Vidal de Negreiros, João Fernandes Vieira, Antônio Dias Cardoso et Francisco Barreto de Meneses et Dias da Silva, les Indigènes par Filipe Camarão et les Noirs par Henrique Dias. C'est ainsi que l'histoire nationale du métissage a reçu sa première illustration par Victor Meirelles. Même si l'unité de la nation est présentée comme primordiale pour son succès, l'homme blanc est figuré comme exemple de civilisation à suivre par les autres races.

« Guararapes réalise la synthèse des races dans un même combat et jette les bases de la première légitimation d'un pays se découvrant maître de son destin politique. L'exploit guerrier est le baptême du feu de cette solidarité entre Brésiliens, et la garantie d'un sentiment inébranlable. »

Même s'il s'attache à exalter la fierté nationale, Meirelles ne rabaisse pas les guerriers néerlandais, mais les représente avec bravoure et dignité même lorsqu'ils sont vaincus, un détail qui souligne la synchronisation du tableau avec l'œuvre de Francisco Adolfo de Varnhagen. Débattant des critiques, le peintre explique que son but était de mettre en valeur tous les héros réunis.

« En dépeignant la bataille des Guararapes, je n'avais pas à l'esprit l'aspect cruel et féroce de la bataille. Pour moi, ce n'était pas cela la bataille, c'était l'heureuse réunion des héros de l'époque. La toile des Guararapes est une dette d'honneur que nous nous devions de payer, avec reconnaissance, en souvenir de la vaillance et du patriotisme de ces hommes illustres. Mon but était tout à fait noble et le plus élevé ; il était nécessaire de traiter le sujet comme un véritable tableau historique, à l'époque que l'histoire consacre à juste titre à cette poignée de patriotes qui, poussés par l'enthousiasme et l'amour de leur patrie, sont devenus d'honorables bienfaiteurs. Mon souci a été de mettre en évidence, de la manière qui m'a semblé la plus appropriée et la plus digne, les mérites respectifs de chacun d'entre eux, selon l'importance qui leur est légitimement reconnue. »

Cet ensemble de motifs et d'aspirations était également un élément essentiel de la tradition académique de la peinture d'histoire, qui a toujours été le genre le plus prestigieux pour les académiciens : il est considéré comme le plus noble et le plus complet. Il permet de composer la scène idéale pour la consécration des idéologies politiques et sociales et est également important pour ses fortes associations éducatives et morales. En outre, compte tenu des difficultés d'exécution et de son caractère érudit, le genre était particulièrement apte à témoigner de la culture supérieure et de la préparation technique de l'artiste,,. Cette tradition remonte à la fondation de l'Académie impériale par un groupe d'artistes français, qui cherchaient à imiter le modèle de la célèbre académie française dans le Nouveau Monde. Bien que la peinture d'histoire ait mis du temps à s'imposer au Brésil, à partir des années 1840, le sujet a fait l'objet de nombreux débats, notamment dans le cadre de l'Institut historique et géographique brésilien, à l'époque principal espace de gestation et d'articulation des fondements idéologiques de l'art parrainé par l'État, le débat se caractérisant par un alignement fidèle sur le programme nationaliste impérial,. Pour les membres de l'Institut et les dirigeants de l'Académie, comme le dit l'historienne de l'art Maraliz Vieira Christo, « la continuité entre le passé, le présent et le futur serait le fil conducteur qui tisse la mémoire nationale ». Victor Meirelles et son plus grand rival, Pedro Américo, ont été les principaux représentants de la tradition de la peinture historique au Brésil pendant la période impériale, dont la Bataille est l'un des exemples les plus remarquables.

### Sources d'inspiration de l'œuvre

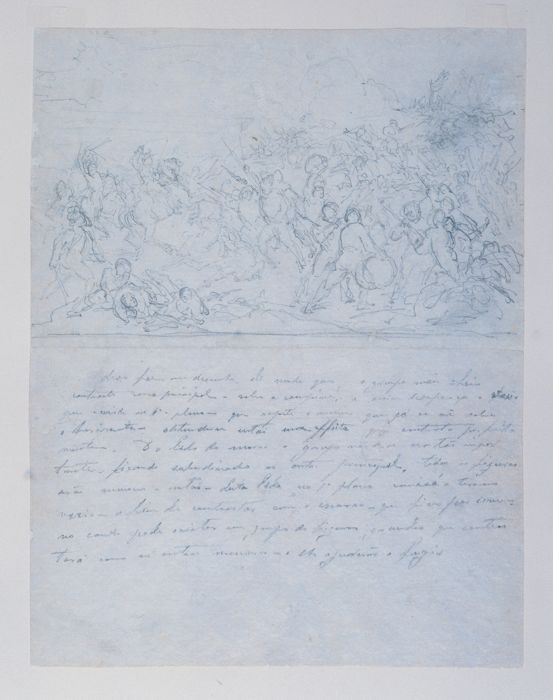
Étude et notes prises pour la préparation de la composition du tableau.

Victor Meirelles a entrepris un certain nombre de projets de recherche pour créer l'œuvre. Il s'est notamment rendu à l'Institut archéologique, historique et géographique du Pernambouc (IAHGP), où il a pu visualiser et étudier les armes et autres ustensiles qu'ils a reproduits sur sa toile. Une autre recherche a été effectuée dans les collections du Musée historique national (MHN), qui contient divers équipements de défense et des copies d'instruments de guerre, sur lesquels Meirelles a pu baser son œuvre.

« Ainsi, pendant les trois mois environ qu'il passa à Recife, il se rendit souvent à Guararapes, où il passait des journées entières […] il parcourut Olinda, frappant de porte en porte, pour ainsi dire, à la recherche de tableaux représentant la bataille qu'il allait peindre, et ce n'est qu'après un long moment qu'il en trouva deux, abîmés, jetés dans un coin, détachés, parce que peints sur bois, représentant les deux batailles des Guararapes dans le premier et la bataille de Tabocas dans le troisième […] il alla à Igarassu, parce qu'on lui avait parlé de tableaux commémorant la guerre hollandaise, existant dans l'église paroissiale de Saint Côme et de Saint Damien. Il est allé à Cabo de Santo Agostinho […] il a visité tous les bâtiments légués par les Bataves dans la capitale. Il étudie tout, s'inspire de tout et tente de saisir, à travers les vestiges physiques, l'esprit qui y préside. »

S'agissant d'une œuvre historique, l'artiste a utilisé comme source principale le récit de l'historien brésilien Francisco Adolfo de Varnhagen, História das Lutas dos Holandeses no Brasil. Avec les innombrables informations et détails sur l'organisation de la bataille présentée dans ce récit, Meirelles a composé son tableau en trois parties, d'après le point de vue de l'armée portugaise. Le souci de fidélité à l'événement fait de l'œuvre de Meirelles non seulement une représentation d'un épisode historique national, mais aussi une sorte de fenêtre sur ce passé.
Le lien entre le récit et l'œuvre est tellement développé qu'il existe une relation entre l'image et le mot. L'influence est si présente que la peinture ne se contente pas d'exposer la stratégie militaire décrite dans le récit, mais représente aussi le moment comme une bataille entre héros et non entre civilisés et barbares. Selon l'historienne française Christiane Raynaud, « la bataille des Guararapes semble être devenue une image-copie de l'Histoire des combats néerlandais au Brésil ». L'idée d'une image-copie se retrouve également dans le résumé historique qui accompagne le tableau, comme une sorte de traduction par l'image, paraphrasant le texte de Varnhagen.
La mention des travaux des historiens est une stratégie utilisée par Meirelles pour légitimer son récit. L'instrument consistant à citer des historiens de renom, des témoins oculaires ou même les expériences personnelles de l'artiste au moment de la bataille elle-même ou en observant le lieu où elle s'est déroulée, est souvent appliqué par les peintres afin de montrer les références de leur création visuelle. Ces mécanismes confirment la véracité du récit et délimitent la limite du crédible dans une peinture historiographique, rendant l'image plus crédible.

## Réception et postérité

### Exposition de l'œuvre en 1879

Le tableau de Pedro Américo (de 1888, Musée pauliste).

L'œuvre de Meirelles est l'une des peintures d'histoire qui a le plus circulé au Brésil, avec des toiles telles que Primeira Missa no Brasil, également de sa main, et Independência ou Morte!, de Pedro Américo. Elle a été présentée à la 25e exposition générale de l'Académie impériale des Beaux-Arts en 1879, à Rio de Janeiro, devant quelque trois cent mille visiteurs. Le tableau est accroché à côté de Batalha do Avaí de Pedro Américo, qui représente également un épisode victorieux de l'histoire militaire nationale. L'exposition, qui a d'abord mis en évidence les qualités des œuvres, exposées côte à côte, a été marquée par une atmosphère de rivalité entre les auteurs, suscitée par les opinions de la presse,,.

Les deux œuvres étant côte à côte, les comparaisons entre elles étaient en effet inévitables. Toutes deux étaient très controversées, accusées de ne pas représenter fidèlement l'histoire ou d'idéaliser les événements, car dans les cercles académiques, l'exactitude historique était désormais exigée avec rigueur. L'œuvre de Pedro Américo se heurte à des résistances pour son « manque d'unité », tandis que celle de Meirelles est critiquée pour n’avoir pas la tonalité nécessaire à une bataille. Une critique dans la Revista Illustrada du 5 avril 1879 résume l'impression générale : 

« L'exposition des beaux-arts est encore ouverte, et les Batailles d'Avaí et les Guararapes sont les deux tableaux qui retiennent toute l'attention. Presque toujours l'un à côté de l'autre, […] ils forment un véritable contraste. Alors que le tableau de M. Victor impressionne par son manque d'action, la paralysie de presque tous les personnages, dans la Bataille d'Avaí tout bouge, tout a de la vie, tout le monde se bat. »

En regardant les deux tableaux, le spectateur se sentait transporté dans les événements qu'ils représentaient. Outre le fait qu'il s'agit d'œuvres de grande taille, elles abordent les thèmes avec expressivité et agressivité, dépeignant des moments clés de l'histoire militaire brésilienne.

### Vraisemblance de la scène
L'œuvre de Meirelles a cependant fait l'objet de plusieurs critiques et débats parce qu'elle traitait d'un moment historique et qu'il y avait des opinions divergentes sur la façon dont s'étaient réellement produits les événements et sur la façon dont ils devaient être représentés. En 1879, Meirelles a été accusé d'avoir produit une scène trompeuse sur l'invasion néerlandaise. On a prétendu que cet événement n'aurait pas pu être représenté d'une manière aussi pacifique. Les différentes opinions sur la façon dont la scène s'est déroulée sont en conflit avec les recherches que l'auteur a lui-même effectuées avant de produire l'œuvre.
L'un des critiques de l'œuvre est le chercheur Donato Mello Júnior, dont les attaques contre les œuvres de Victor Meirelles et Pedro Américo se font sentir lors des expositions de 1879, avec la publication d'articles dans des brochures. Les différents critiques spécialisés dans les arts plastiques sont divisés dans leurs opinions sur les œuvres et leurs auteurs. Il y a aussi des publications d'écrivains anonymes dans des journaux, ce que la presse permet au XIXe siècle, dans le but de détruire la réputation des artistes et de nier le sérieux journalistique. Les accusations vont du plagiat des artistes à des représentations fausses ou inappropriées de personnes, d'objets, d'accessoires et de scènes, en passant par un manque d'attachement à la fidélité de l'œuvre au passé.
Certains principes de l'historien de l'art français André Félibien ont été repris par Meirelles en réponse à l'accusation de manque d'émotion dans Batalha dos Guararapes, comme la théorie du principe d'unité de l'œuvre. Cette doctrine exige une idéalisation de la composition afin que toutes les figures soient associées et contribuent à caractériser l'action du héros représenté, c'est-à-dire que toute la partie doit servir au même moment l'action vertueuse centrale. Cette règle systématisée s'appliquera aux tableaux du genre historique, selon Félibien, catégorie qui contribuera grandement à l'enseignement académique tout en conférant au peintre un statut social et une reconnaissance appréciables.

« D'autres principes également prônés par André Félibien sur la théorie de la peinture sont cités par Meirelles pour défendre son œuvre, comme l'importance de la perspective, du clair obscur, de l'ordonnancement des figures, des proportions […]. »

L'artiste a ressenti le besoin d'élaborer une chronique dans le but de clarifier la tradition artistique européenne à laquelle son œuvre se rattache, en citant certains des préceptes de l'art académique qu'il a suivis pour sa production et en plaçant l'unité de la composition au premier plan. Meirelles affirme que son travail est centré sur une pièce maîtresse spécifique et élimine de son récit tout ce qui pourrait brouiller la compréhension du message principal. Enfin, il légitime l'ensemble de sa production en affirmant qu'elle s'inscrit dans une tradition qui ne conçoit d'œuvres d'art que guidées par le principe d'unité.

« Les épisodes, si pittoresques et si caractéristiques d'une bataille, dont la fin n'était que de représenter la destruction ou l'extermination d'une race par une autre, ne pouvaient, sur la toile des Guararapes, contribuer qu'à exciter l'intérêt calculé par l'artiste, qui ne songeait qu'à attirer l'attention du spectateur sur les principaux personnages. […] Le mouvement dans l'art de composer un tableau n'est pas, et ne peut pas être pris dans le sens que nos critiques veulent bien lui donner. Le mouvement résulte du contraste entre les figures et les groupes de figures ; ce contraste, dans les attitudes et la variété des expressions, ainsi que dans les effets bien calculés des masses d'ombre et de lumière, grâce à l'intelligence parfaite de la perspective qui, en graduant les plans, nous donne aussi la juste proportion entre les figures dans leurs différentes distances, fait naître la nature du mouvement, sous l'aspect de la vraisemblance, et non pas de la marque du délire. »

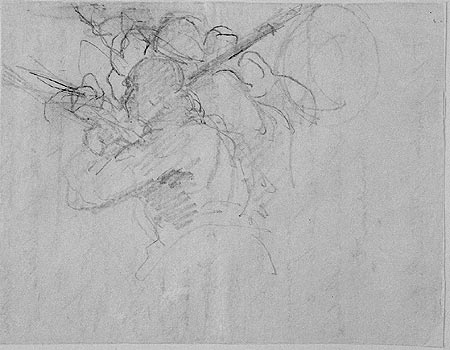
Étude de soldats pour le tableau.

Meirelles utilise ainsi les connaissances de sa formation artistique, riche en doctrines de la tradition picturale, et combine ses recherches sur la bataille des Guararapes, pour affirmer que la figure est une représentation véridique et non la source de son imagination. Une autre critique lui est adressée par le Jornal do Commercio en 1879, qui reproche au peintre de représenter des modèles d'armes et de vêtements appartenant à un certain « Théâtre de M. Ferrari », et non les originaux utilisés à l'époque de la bataille,.

« Il n'y a pas non plus de modèles dessinés au Brésil, et comme ces objets indispensables à la réalisation d'un tableau historique, beaucoup d'autres manquent […]. M. Vítor Meireles a peint sa Batalha dos Guararapes avec ces éléments ou, plutôt, avec leur absence. Maintenant, je vous le demande, peut-on exiger de cette peinture : l'exactitude dans l'apparence des personnages principaux du tableau, la vérité absolue dans les accessoires, et l'exactitude méticuleuse dans le dessin du nu, alors que Vítor Meireles ne disposait ni de portraits, ni de musées, ni de modèles ? En quoi le tableau de ce peintre peut-il être jugé sévèrement ? La composition ?. »

En réponse à ces critiques, l'écrivain et critique d'art Rangel de Sampaio, un ami de Meirelles, a rappelé que le peintre s'était rendu au Pernambouc pour faire des recherches et qu'il avait vu plusieurs objets de l'époque. Même s'ils n'étaient pas aussi nombreux qu'en Europe, l'Institut archéologique, historique et géographique du Pernambouc conservait des modèles des objets en question. Outre des vêtements et des accessoires, Sampaio affirme également que Meirelles a examiné l'endroit même où s'est déroulée la bataille :

« Voici ce que dit Rangel de Sampaio du voyage de Meireles au Pernambouc : consciencieux comme il est, attentif à l'étude topographique et à tous les accidents physiques liés aux sujets qu'il tente d'immortaliser dans ses tableaux, lui, chargé de commémorer la bataille des Guararapes, est allé examiner le théâtre de l'action. Et il l'a bien fait. Les lieux célèbres se prêtent à nous raconter les faits glorieux dont ils ont été les témoins. »

### Représentation de l'indigène Filipe Camarão

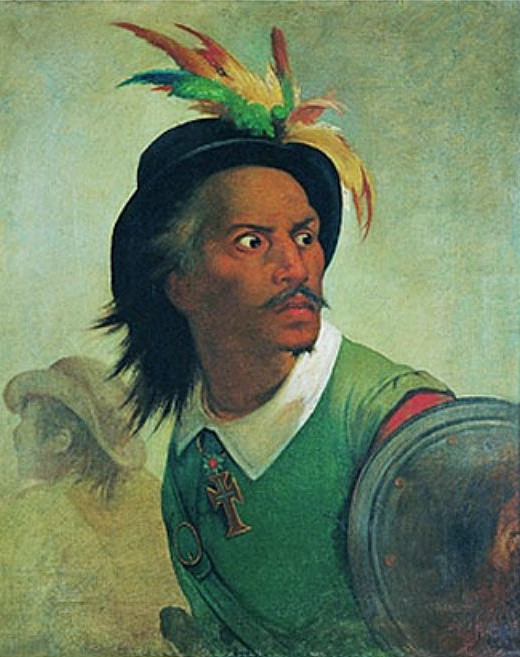
Détail du tableau dans lequel se trouve Filipe Camarão.

Une autre critique de l'œuvre de Meirelles concerne la représentation de l'indigène Filipe Camarão qui, selon les critiques, est mal dessiné parce que son visage au moment où il a participé à la bataille n'était pas aussi jeune que celui représenté dans l'œuvre. Une fois de plus, l'artiste a utilisé l'ouvrage de Varnhagen, História das lutas com os holandeses no Brasil, pour se justifier. Dans cet ouvrage, l'historien présente une analyse de la vie de Camarão, comme l'année de sa mort, l'année de son baptême, l'année même où la dispute pour la couronne a eu lieu au Portugal entre deux religieux, et le nom de Filipe était un hommage à ces derniers. Cela prouve que Meirelles ne s'est pas trompé dans sa représentation, puisqu'il a lui-même répliqué qu'il avait ajouté de l'âge au personnage de Camarão.
D'autres critiques ont été formulées à l'encontre de la représentation de Filipe Camarão, en particulier à l'époque de la peinture, lorsque son œuvre a été vue par de nombreuses personnes. De nombreux spectateurs ont jugé inappropriée la représentation de l'un des héros de la bataille, qui ne peut être représenté comme une personne âgée ou déclinante, ce qui irait à l'encontre de l'image d'un héros national. À ce stade, il existe un conflit entre la fonction morale de la peinture et son engagement en faveur de la fidélité au passé. La figure du héros ne doit pas être déconstruite, mais renforcée en tant qu'exemple pour la vie future. Le peintre ne doit donc pas s'embarrasser de préciosités historiques. Pour ces spectateurs, la fonction la plus importante d'une œuvre était son rôle pédagogique, même si cela compromettait sa vraisemblance. Cependant, après la controverse, le peintre a modifié le visage du personnage.

« Une circonstance cependant, que j'ai cru ne pas devoir négliger à cause de son origine respectueuse, c'est qu'elle m'a fait modifier la physionomie de l'Indien en question pour lui donner l'aspect que l'on voit aujourd'hui sur la toile des Guararapes et qui est particularisé comme un défaut. […] M. Tristão de Alencar Araripe, qui a honoré mon atelier de sa présence à plus d'une reprise, a également exprimé son regret de voir ce dossier caractérisé de la sorte. Et moi, qui ne demande qu'à bien faire, parce que j'avais confiance en ses remarques judicieuses et parce que cela ne ressemblait pas à de l'obstination, j'ai décidé que je devais céder et le changer de la façon dont je le présente aujourd'hui. »

Avant de céder, Meirelles poursuit le débat en s'appuyant désormais sur l'ouvrage du naturaliste français Alcide Dessalines d'Orbigny, L'homme américain (de l'Amérique méridionale) considéré sous ses rapports physiologiques et moraux. Dans cet ouvrage, il est indiqué que les Indigènes ont un processus de vieillissement différent, qui se déroule plus lentement, ainsi que la manifestation de ce passage du temps dans leur esthétique. Même centenaires, les Indiens restent jeunes.

« Plus d'une personne m'a dit que Camarão, que j'avais représenté, malgré ses soixante-dix ans, ne pouvait pas être considéré comme vieux, parce qu'il était indien, et que cette race nordique, si robuste, ne commence à montrer des signes de vieillesse qu'après cent ans, et à l'appui de cette affirmation, nous avons ce que d'Orbigny nous dit dans son ouvrage L'homme américain de l'Amérique du Sud. »

Le choix de représenter Camarão avec un visage jeune, même s'il avait soixante-dix ans, était basé sur des sources consultées par Meirelles, sur ses connaissances picturales et sa connaissance du sujet, ainsi que sur les théories raciales de l'époque — en d'autres termes, cet acte suivait un contenu historique scientifique. En tant que telle, la représentation de Camarão est une marque d'énonciation de l'œuvre qui a marqué un moment de dialogue entre la peinture historique et la discipline de l'histoire.

### Place dans l'œuvre de Meirelles et dans l'histoire de l'art brésilienne
Batalha dos Guararapes reste comme l'une des pièces maîtresses de Victor Meirelles et une œuvre majeure de l'art au Brésil.

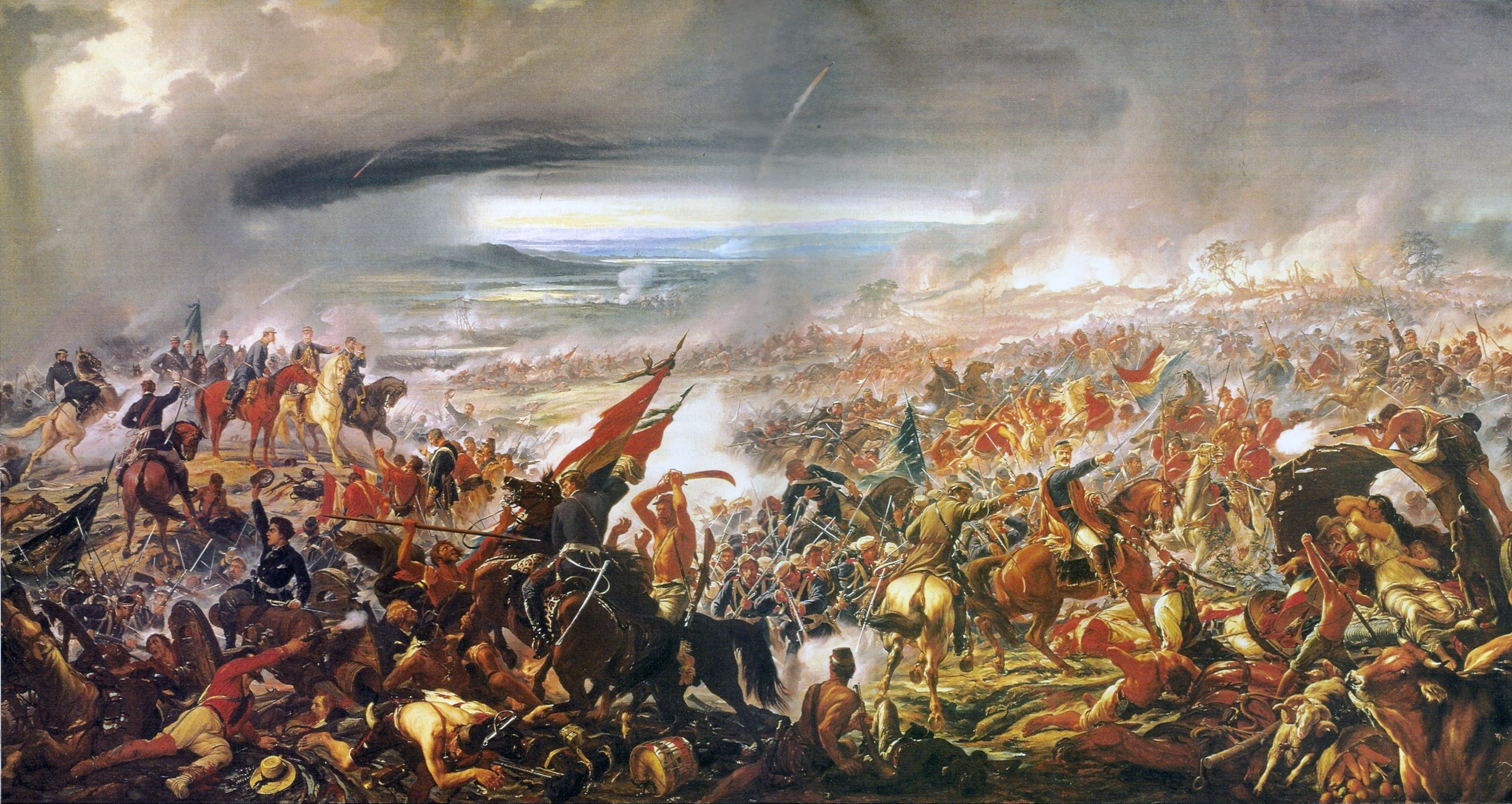
, de Pedro Américo (entre 1872 et 1877, musée national des Beaux-Arts du Brésil).

À travers la commande de plusieurs peintures d'histoire, l'État a cherché à développer une identité nationale. Pedro Américo et Victor Meirelles ont été les deux principales figures de cette politique, en ayant conféré à leurs œuvres une dimension épique qui renforce l'histoire récente du pays et le conforte vis-à-vis de ses voisins en montrant une armée brésilienne puissante. Selon Jorge Coli, « ce sont des œuvres [Batalha do Avaí et Batalha dos Guararapes] qui affirment la construction de l'histoire du pays, ce sont des œuvres de ses deux plus grands peintres ».
Au contraire des peintures d'histoire européennes, les deux chefs d'œuvre brésiliens se distinguent par l'investissement personnel de leur auteur, l'ampleur des attentes et de l'accueil critiques et publics, la place qu'elles prennent dans un pays comme le Brésil et par leur taille. Les toiles sont en effet « immenses » : elles avoisinent les 60 m2, ce qui est très rare dans la peinture européenne. Jorge Coli interprète ce choix de format par « une volonté d'affirmation grandiose » d'être le plus grand pays du monde, comme le clamait le slogan ironique de Mário de Andrade. Il donne aussi aux œuvres un caractère exceptionnel, à la mesure des exploits historiques, afin d'avoir un plus grand impact sur le public.
Alors que la Batalha dos Guararapes aurait pu n'être qu'une peinture d'histoire de plus parmi les innombrables de cette époque en Europe, elle est un « jalon essentiel, une œuvre d'exception » dans la production picturale brésilienne. Selon Jorge Coli, Pedro Américo et Victor Meirelles « étaient conscients du rôle que leur art jouait pour le pays : elles n'étaient pas des œuvres de plus dans un ensemble opulent, elles étaient des œuvres immenses et définitives au sein de l'art brésilien ».